# Atsushi Miyagi
Atsushi Miyagi (jap. 宮城淳 Miyagi Atsushi; ur. 19 października 1931 w Tokio, zm. 24 lutego 2021) – japoński tenisista, zwycięzca wielkoszlemowych mistrzostw USA w grze podwójnej, reprezentant w Pucharze Davisa.

## Kariera tenisowa
Miyagi w parze z rodakiem Kosei Kamo odniósł niespodziewane zwycięstwo w deblu na mistrzostwach USA w 1955. Japończycy wykorzystali niezwykły zbieg okoliczności, kiedy z powodu kłopotów z pogodą (huragan „Diane”) turniej opóźnił się, co spowodowało wycofanie się głównych faworytów – Australijczyków Kena Rosewalla i Lew Hoada oraz Amerykanów Tony Traberta i Vica Seixasa, przygotowujących się do finału Pucharu Davisa. W finale mistrzostw USA spotkały się dwie nieznane pary – rywalem Japończyków byli Amerykanie Bill Quillian i Gerald Moss, 19-letni studenci. Miyagi i Kamo triumfowali 6:2, 6:3, 3:6, 1:6, 6:4.
W latach 1952–1963 Miyagi grał w reprezentacji narodowej w Pucharze Davisa. Ekipa japońska, dużo słabsza niż przed II wojną światową, nie nawiązała do dawnych sukcesów, kończąc zazwyczaj występy na porażkach z Indiami i Filipinami. Najbardziej znanymi rywalami, z którymi Miyagi zmierzył się w ramach meczów daviscupowych, byli Australijczycy Ken Rosewall i Rex Hartwig, Amerykanie Arthur Larsen i Vic Seixas oraz Hindus Ramanathan Krishnan, ale wszystkie te pojedynki Japończyk przegrał. Wygrywał zazwyczaj z mniej znanymi rywalami, z ekip Sri Lanki, Filipin, Korei. Łączny bilans jego występów – w singlu i deblu – to 18 zwycięstw i 21 porażek.

### Finały w turniejach wielkoszlemowych

#### Gra podwójna (1–0)
| Końcowy wynik | Nr | Data | Turniej                                   | Nawierzchnia | Partner    | Przeciwnicy                  | Wynik finału            |
| ------------- | -- | ---- | ----------------------------------------- | ------------ | ---------- | ---------------------------- | ----------------------- |
| Zwycięzca     | 1. | 1955 | U.S. National Championships, Forest Hills | Trawiasta    | Kosei Kamo | Gerald Moss William Quillian | 6:3, 6:3, 3:6, 1:6, 6:4 |